# Юфрозині Парепа-Роза
Юфрозині Парепа-Роза (англ. Euphrosyne Parepa-Rosa; 7 травня 1836, Единбург, Шотландія — 21 січня 1874, Лондон) — британська оперна співачка (сопрано), співзасновниця разом з чоловіком Карлом Розою оперної компанії Карла Рози та її головна співачка. Батько Парепи — аристократ, помер незабаром після її народження, і мати вийшла на сцену, щоб підтримати сім'ю. Парепа дебютувала в опері у 1855 році, у віці 16 років, і незабаром отримала схвальні відгуки знаних оперних театрів Лондона. У 1867 році, після смерті свого першого чоловіка, Парепа вийшла заміж за скрипаля та диригента Карла Розу у Нью-Йорку. Кілька років вони успішно гастролювали США. Після повернення до Великої Британії з амбітними планами щодо своєї оперної трупи Парепа захворіла та померла у 1874 році у віці 37 років.

## Раннє життя та кар'єра

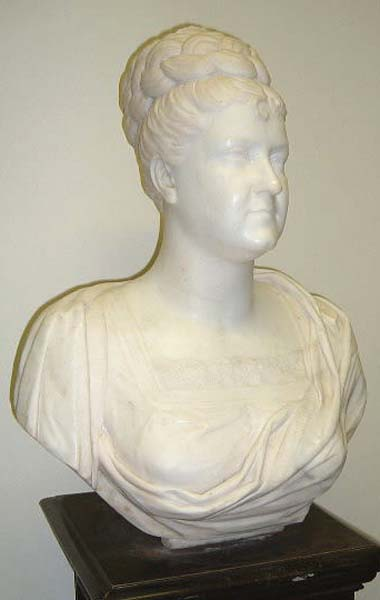
Бюст Парепа-Рози в Королівській музичній академії

Юфрозині Парепа народилася в Единбурзі, Шотландія, в родині оперної співачки (сопрано) Елізабет Сеґен (нар. 1812, сестра Артура Едварда Сеґуіна, оперного співака (бас)) та валахського боярина Деметрія Парепи, барона Джорджіадеса де Боєску з Бухареста. Її батько помер, коли Парепа була немовлям, залишивши її молоду матір бідною. Мама Парепи вийшла на сцену, щоб підтримати дитину і себе, і навчила дочку співу.
Оперний дебют Парепи-Рози відбувся у 1855 році у віці 16 років на Мальті в ролі Аміни в «Соннамбулі», після чого були виступи в Італії, Іспанії та Португалії. Вона дала свій перший виступ у Лондоні в театрі Ліцеум, у ролі Ельвіри в опері «Пуритани», з трупою Королівської італійської опери, з якою вона провела сезон 1857 року. Критик «Обзервер» написав про вступ: «Парепа володіє голосом сопрано чудової якості та дивовижним діапазоном. Вона добре грає та співає. Її версія „Son vergine vezzosa“ викликала оплески, які закінчилися викликом на біс, і … [після фіналу] її знову викликали. … „Qui la voce“ … було виконано правильно та блискуче; і артистку знову викликали на сцену, щоб отримати шану глядачів».
З 1859 до 1865 рік вона виступала на оперній сцені в Королівському оперному театрі в Ковент-Гардені та в Театрі Його Величності, ставши відомою завдяки таким ролям, як-от Леонора в «Трубадурі», Церліна в «Фра-Дияволо» й Ельвіри в «Німа з Портічі». Протягом цього часу брала участь у двох оперних прем'єрах, створивши титульну роль у «Вікторині» Альфреда Меллона у 1859 році та роль Мейбл в опері Джорджа Александра Макфаррена «Гельвеллін» у 1864 році. Вона також була успішною солісткою ораторіїв і концертів, які мали постійний попит у Великій Британії та за її межами. Вона співала з Чарльзом Сентлі на відкритті Оксфордського мюзик-холу у 1861 році, виступала перед Королівським філармонічним товариством у «Рай та Пері» Роберта Шумана та брала участь в англійському відродженні музики Генделя у XIX столітті, виступаючи на фестивалях Генделя 1862 та 1865 років, і в Німеччині.

## Шлюби та пізні роки

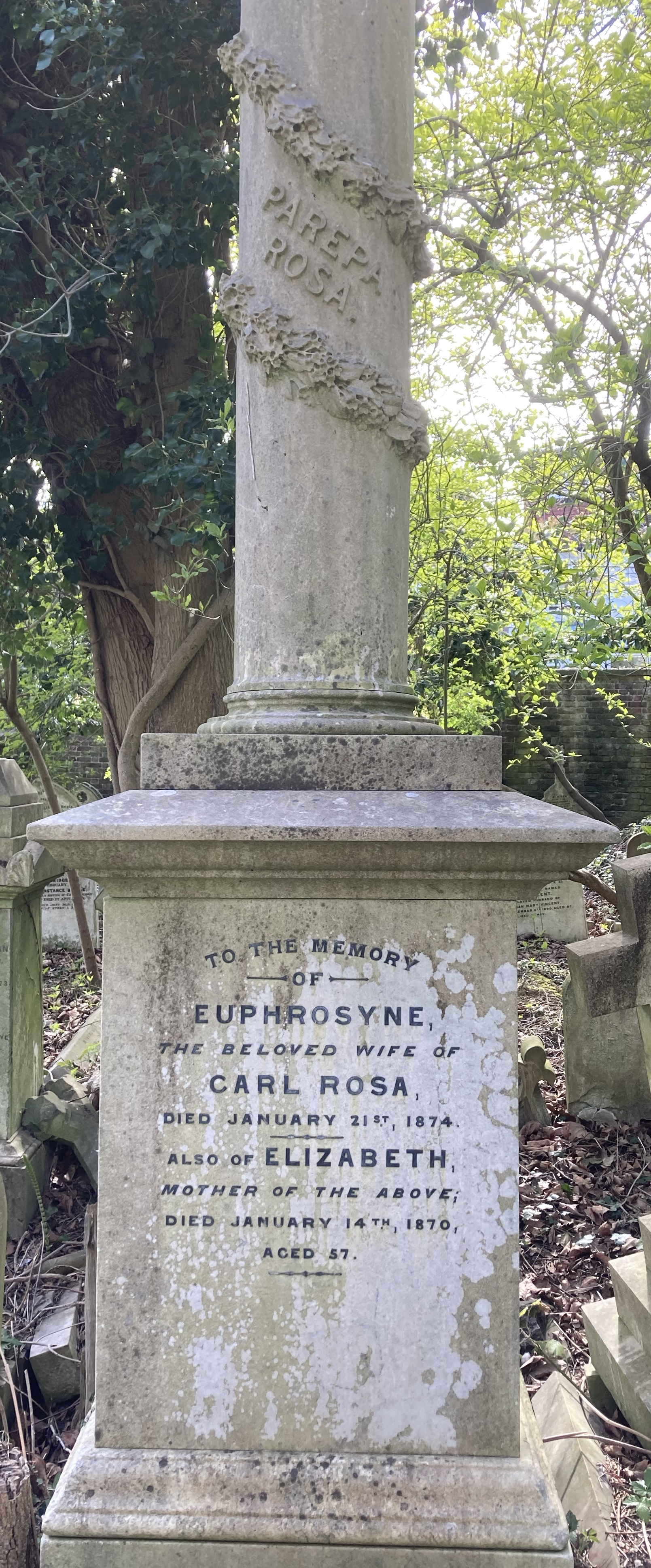
Могила Парепи-Рози на Гайгейтському цвинтарі

Перший чоловік, капітан армії Г. де Вульф Карвелле, помер у Перу у 1865 році, через шістнадцять місяців після їхнього весілля. Вона подорожувала до США у 1865 році з корнетистом Жулем Леві та скрипалем Карлом Розою, за останнього з яких вийшла заміж у Нью-Йорку у 1867 році. Разом вони швидко заснували там англійську оперну компанію Парепа-Роза, у якій вона була провідною співачкою сопрано, яка стала популярною та представила оперу в Америці, де її ніколи раніше не ставили. Вони відкрилися у нью-йоркському Французькому театрі на Чотирнадцятій вулиці у вересні 1869 року виставою опери Бальфа «Дочка пуритана», де Парепа виконувала головну партію. Подальше турне східними та середніми західними штатами включало репертуар, який варіювався від «Богемської дівчини» та «Марітани» до «Веселої хвилі» та «Вільного стрільця» й «Оберона» Вебера.
У 1870 році оперна компанія Парепа-Роза повернулася до Великої Британії, а потім виступила в італійській опері в Каїрі, Єгипет, після чого повернулася до США для ще одного успішного туру у 1871—1872 роках. У 1872 році Парепа виступала на Фестивалі Нижнього Рейну у Дюссельдорфі, після чого повернулася до Лондона, де виконала роль Донни Анни в «Дон Жуані» та головну партію у «Нормі» на сцені Королівського оперного театру. У вересні 1873 року компанія змінила назву на Англійська опера Карла Рози, оскільки Парепа завагітніла.
Парепа померла у Лондоні після хвороби у віці 37 років, коли готувався виконати партію Ельзи в англійській версії «Лоенґріна» Вагнера в рамках запланованого сезону її чоловіка в Королівському театрі на Друрі-Лейн; після її смерті Роза скасував сезон. Її поховано на Гайгейтському цвинтарі. Після її смерті Роза надав стипендію імені Парепи-Рози в Королівській музичній академії в її пам'ять.

## Відгуки
Вільям Вінтер писав, що «великі вокальні здібності рідко знаходили таке широке чи таке зворушливе вираження як Парепа-Роза у першому акті „Норми“. … Однією з її найкращих успіхів була роль Розіни в „Севільському цирульнику“ … щоб вказати на багатогранність її талантів, а також на розмах і повноту її культури». У її некролозі в «Ільюстрейтед Лондон ньюз» сказано: «Її голос був справжнім сопрано, великого діапазону та гарного тембру, тоді як її висококультурне виконання та її загальні музичні знання дали їй виняткові переваги, як механічні, так і інтелектуальні».
Її досягнення були визнані Лондонським філармонійним товариством (нині Королівське філармонічне товариство) рідкісною нагородою золотою медаллю у 1872 році.

## Галерея

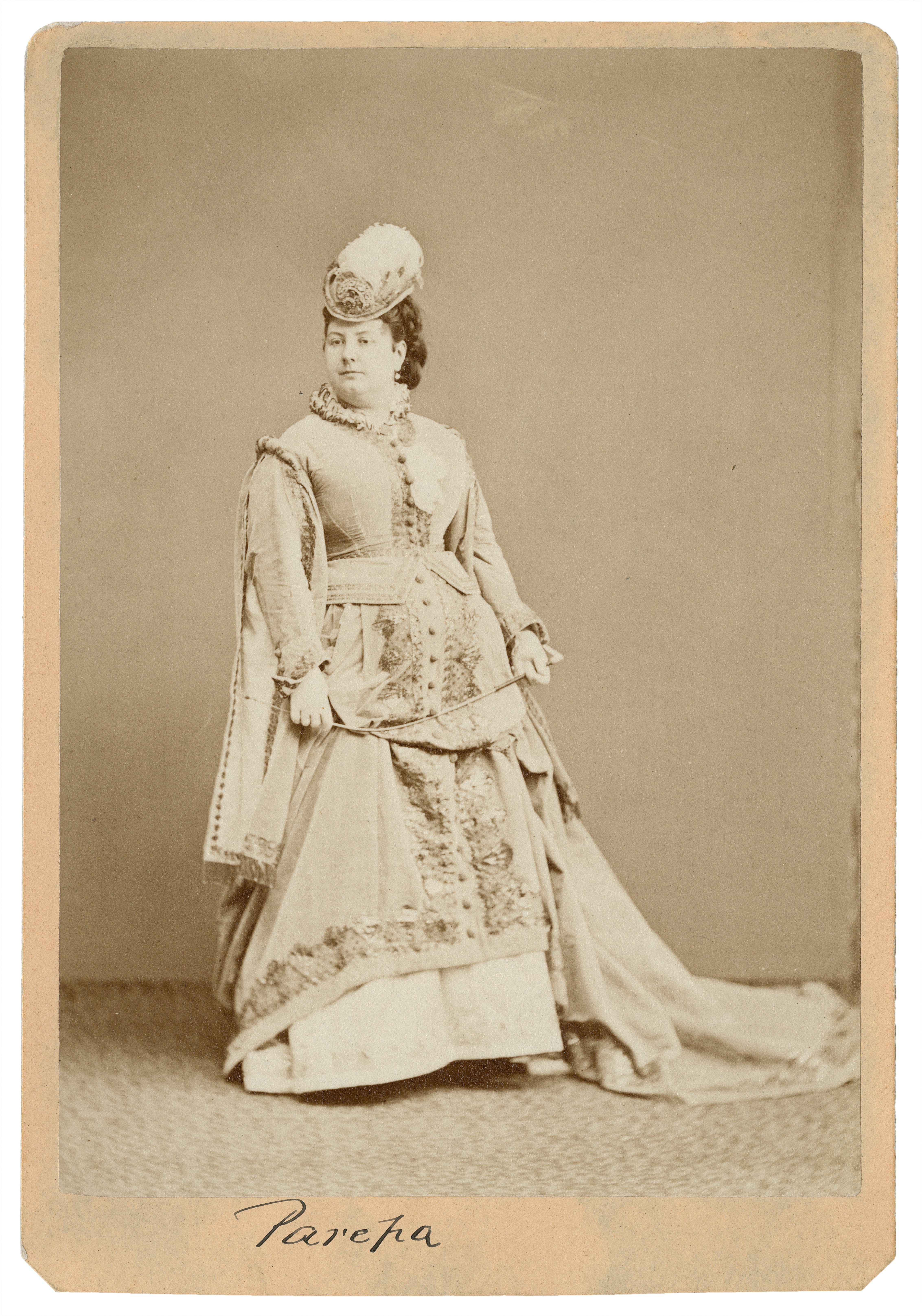
У титульній ролі в "Марті" Фрідріха фон Флотова
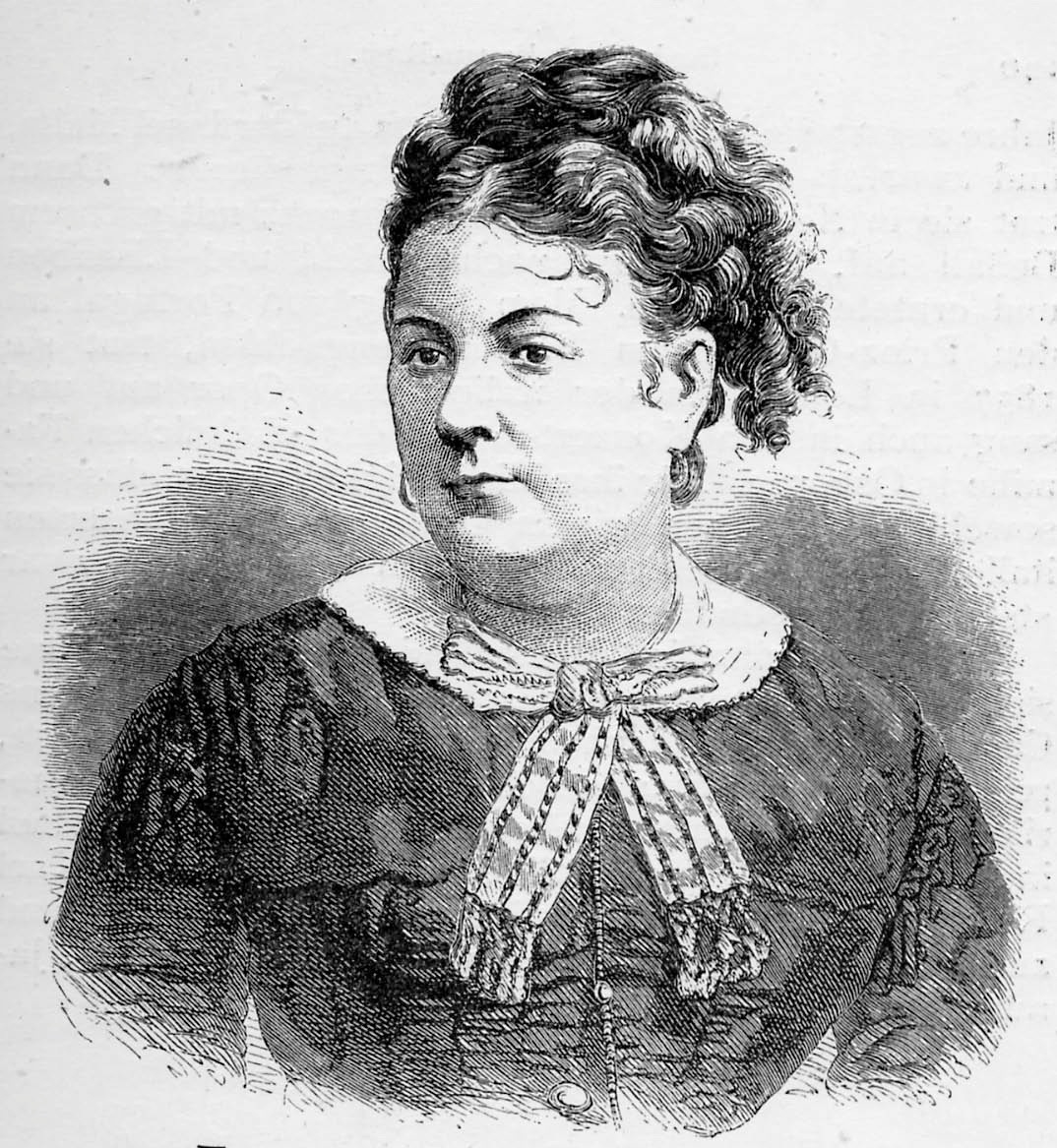
Парепа-Роза
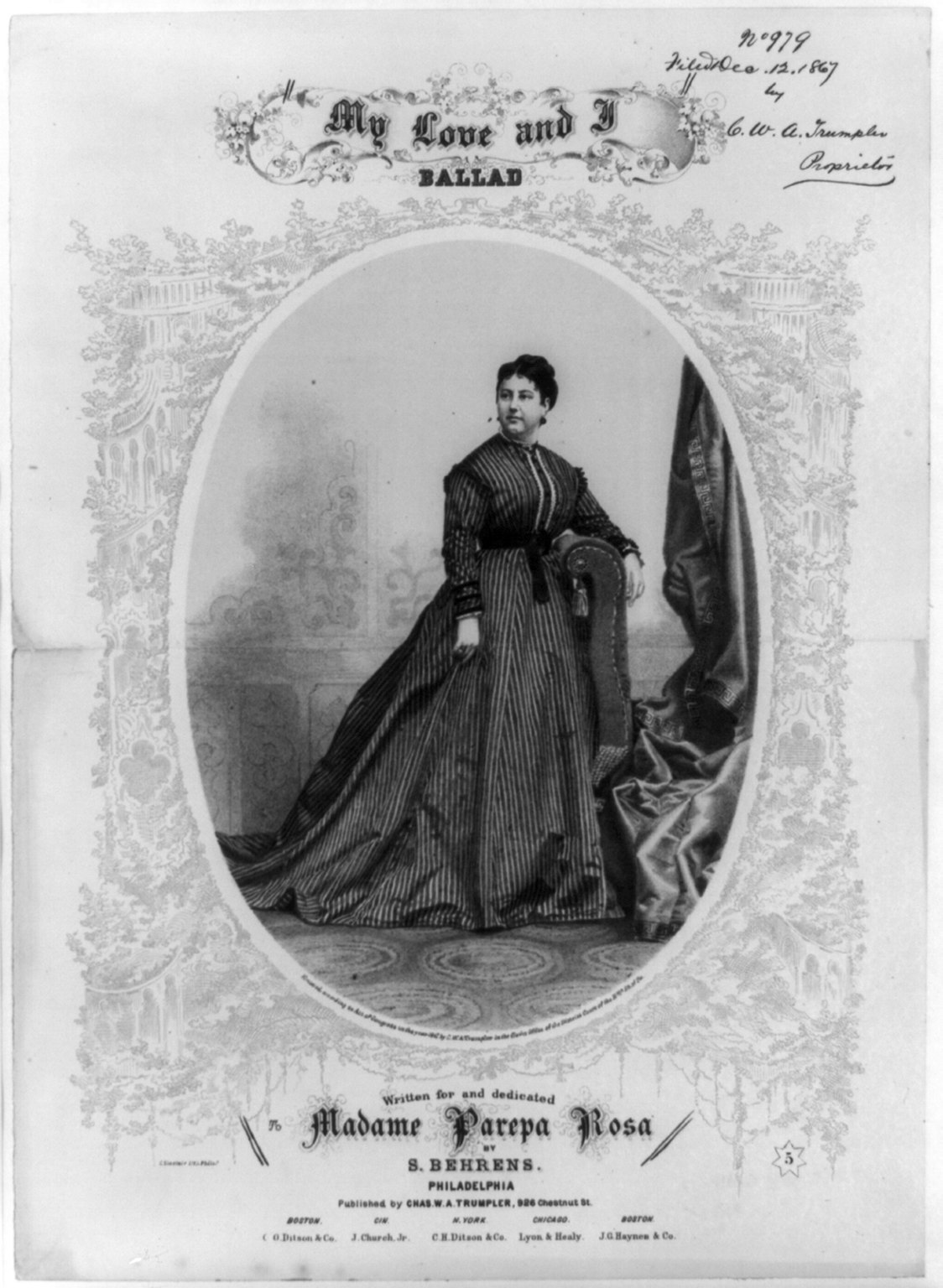
Партитура для "Моєї любові та я" С. Бахренса
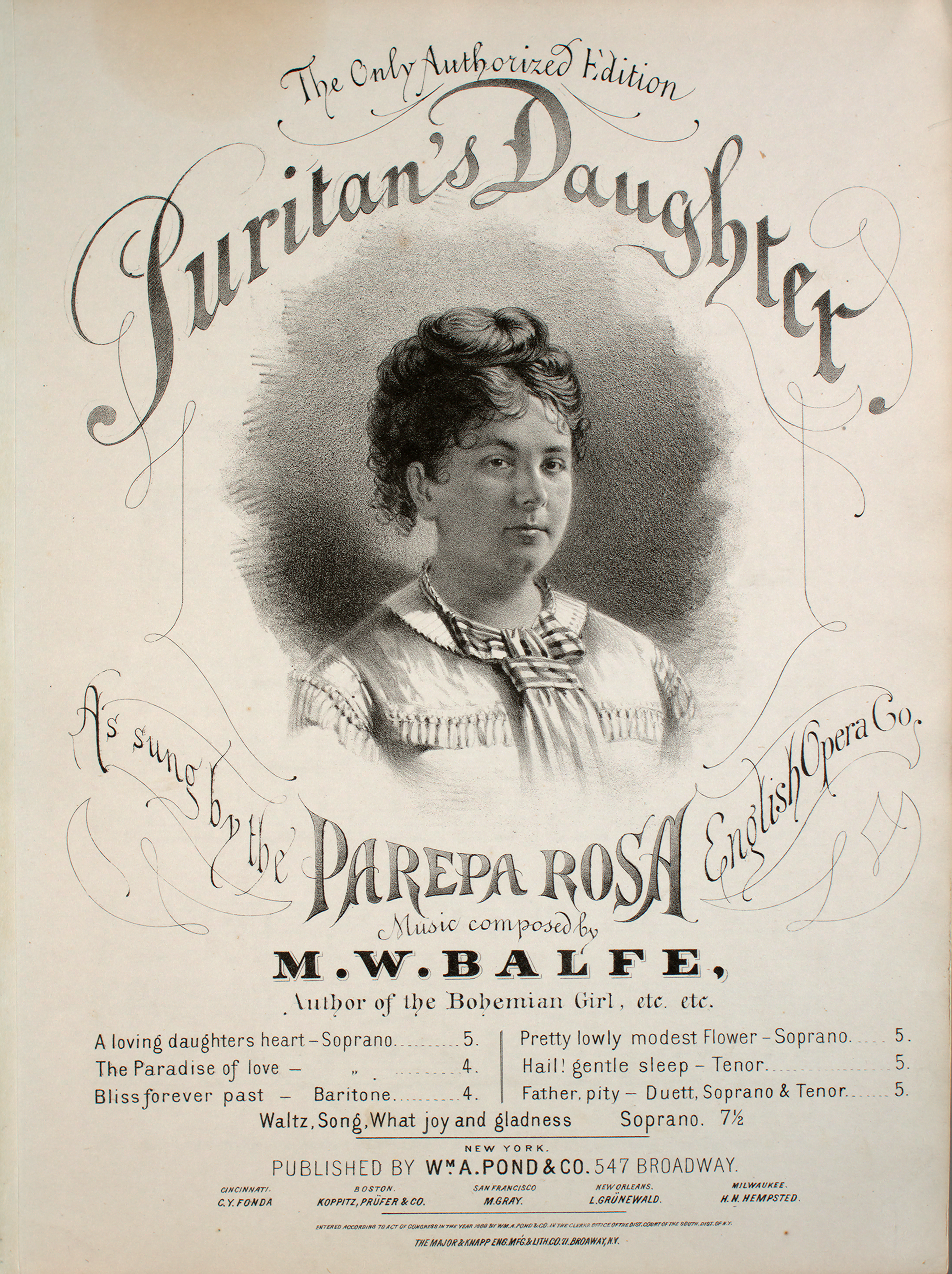
Вокальна партитура для "Доньки пуритана"